# Daniela Ortiz
Daniela Ortiz de Zevallos Pastor (Cuzco, 1985) é uma pintora, artista visual e ativista peruana.

## Biografia
A sua obra explora os conceitos de imigração, nacionalidade, trabalho, diferenças entre classes sociais e questões de gênero, bem como suas relações com as estruturas colonial, patriarcal e capitalista. Tem exibido os seus projetos em festivais e exposições, individuais ou coletivas em Espanha, Portugal, Peru, Los Angeles. Também se destaca pelos seus trabalhos em defesa da retirada dos monumentos coloniais do espaço público, o que levou a ser entrevistada por diversos meios de comunicação.

### Formação
Formou-se como artista na Pontificia Universidad Católica del Perú, na Faculdade de Belas Artes da Universidade de Barcelona  e estudou pintura com Claudia Cuzzi. Em 2007, trabalhou como assistente da artista Olga Engelmann em Lima.
Participou em seminários, workshops e com Paul B. Preciado, Rogelio López Cuenca, Santiago Sierra, Rirkrit Tiravanija, Martí Peran, Josep Maria Martí, Raimond Chaves, Alberto López Bargados, Yoshua Okon, Natalia Iguiñiz e Marcelo Expósito. 
Colaborou em projetos de outros artistas, como Cecilia Podestá ou Guillermo Castrillón, ambas colaborações em 2005.

## Obra
Através do seu trabalho, Daniela pretende gerar narrativas visuais onde os conceitos de nacionalidade, racialização, classe e género são compreendidos de forma crítica, a fim de analisar o poder colonial, capitalista e patriarcal.
O seu trabalho artístico centrar-se no visual e no manual, realizando trabalhos em cerâmica, colagem, desenho e formatos como livros infantis, com a intenção de se afastar de estéticas conceptuais eurocêntricas.
Os seus projetos e investigações recentes abordam o sistema europeu de controlo das migrações, a sua ligação com o colonialismo e os mecanismos legais criados pelas instituições europeias para exercer violência contra as populações migrantes e racializadas. Desenvolveu também vários projetos sobre a classe alta peruana e a sua relação de exploração com os trabalhadores domésticos.

## Controvérsias
Daniela foi alvo em diferentes momentos de críticas nas redes sociais devido às suas publicações em redes socias e ativismo contra o colonialismo e a sua relação com o racismo e as leis de imigração em Espanha. Em julho de 2020, teve que abandonar Barcelona, e regressar ao Peru, fugindo de uma campanha xenófoba contra ela após ter recebido ameaças de agressões físicas e de retirada da custódia de seu filho.
A situação agravou-se após sua participação, em 16 de junho de 2020, no programa espanhol de atualidade Espejo Público onde foi convidada para falar sobre a destruição dos símbolos coloniais que acompanharam o movimento Black Lives Matter  em diversos países. As suas declarações desencadearam um aumento exponencial das críticas e ameaças que já vinha recebendo. Em razão da escalada de violência, a artista contou com o apoio da ONG Front Line Defenders, que auxiliou no processo de saída da Espanha e no retorno ao Peru.